# Elecciones del Consejo Regional de Reunión de 1993
Las elecciones anticipadas del Consejo Regional se llevaron a cabo en Reunión en junio de 1993. El partido Free Dom siguió siendo el más grande en el Consejo, ganando 12 de los 45 escaños.

## Antecedentes
Después de las elecciones de 1992, Free Dom formó una alianza con el Partido Comunista, y los dos ocuparon 26 escaños. Posteriormente, la líder de Free Dom, Camille Sudre, fue elegida presidenta del Consejo con una mayoría de 27 votos.
Sin embargo, el Partido Socialista lanzó un recurso contra los resultados electorales, acusando de parcialidad mediática a Radio Free-DOM, propiedad de Sudre, que había hecho campaña a su favor. En mayo de 1993, el Conseil d'Etat francés anuló los resultados de las elecciones y se organizaron nuevas elecciones para el mes siguiente.
Margie Sudre, esposa de Camille, asumió como candidata principal en la lista Free Dom.

## Resultados
|  | 26.67 % |

|  | 22.22 % |

|  | 17.78 % |

|  | 20.00 % |

|  | 13.33 % |

## Consecuencias
Tras las elecciones, Margie Sudre fue elegida Presidenta del Consejo, con el apoyo del Partido Comunista de Reunión y tres concejales del Partido Socialista.